# كورتيس بيتس
كورتيس بيتس (بالإنجليزية: Curtis Pitts)‏ هو مهندس فضاء جوي ومهندس أمريكي، ولد في 9 ديسمبر 1915، وتوفي في 10 يونيو 2005.